# Communauté de communes du Val de Bouzanne
Pour les articles homonymes, voir CCVB.
La communauté de communes du Val de Bouzanne est une communauté de communes française, située dans le département de l'Indre, en région Centre-Val de Loire.

## Historique
- le 1er janvier 2009, par arrêté du 26 décembre 2008[2] : création de la communauté de communes.

## Territoire communautaire

### Géographie
La communauté de communes se trouve dans le sud du département et dispose d'une superficie de 277,20 km2.
Elle s'étend sur 12, communes du canton de Neuvy-Saint-Sépulchre.

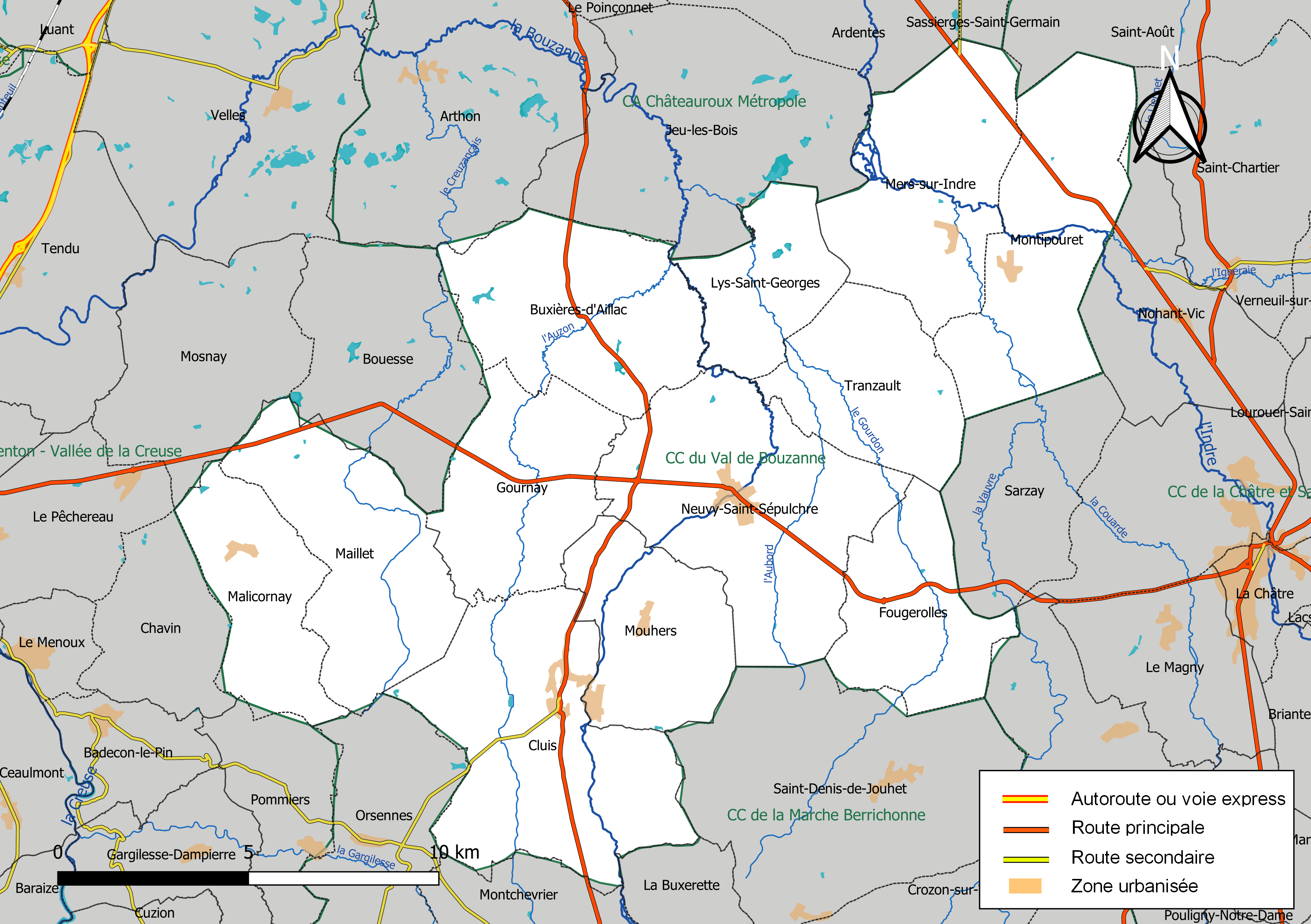
Carte de la communauté de communes du Val de Bouzanne au 1er janvier 2019.

### Composition

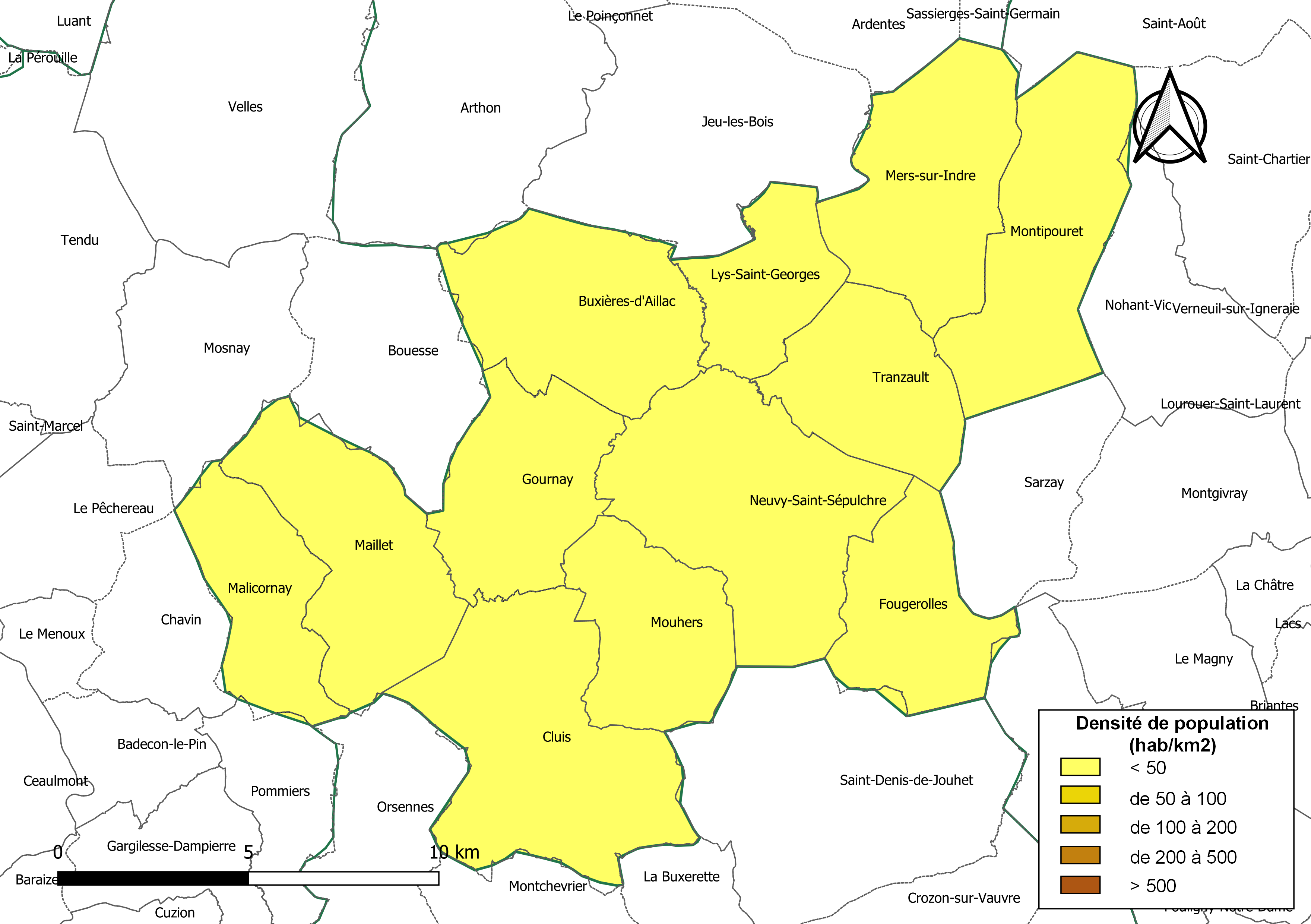
Carte des densités de population (millésimée 2016) des communes de la communauté de communes du Val de Bouzanne. Composition en communes au 1er janvier 2019.

La communauté de communes est composée des 12 communes suivantes :

| Nom                           | Code Insee | Gentilé             | Superficie (km2) | Population (dernière pop. légale) | Densité (hab./km2) |
| ----------------------------- | ---------- | ------------------- | ---------------- | --------------------------------- | ------------------ |
| Neuvy-Saint-Sépulchre (siège) | 36141      | Neuviciens          | 35,11            | 1 657 (2022)                      | 47                 |
| Buxières-d'Aillac             | 36030      | Buxiérois           | 25,75            | 243 (2022)                        | 9,4                |
| Cluis                         | 36056      | Cluisiens           | 35,32            | 979 (2022)                        | 28                 |
| Fougerolles                   | 36078      | Fougerollais        | 17,17            | 352 (2022)                        | 21                 |
| Gournay                       | 36084      | Gournaysiens        | 20,33            | 280 (2022)                        | 14                 |
| Lys-Saint-Georges             | 36108      | Georgiots           | 12,98            | 200 (2022)                        | 15                 |
| Maillet                       | 36110      |                     | 25,02            | 242 (2022)                        | 9,7                |
| Malicornay                    | 36111      | Malicornéens        | 16,31            | 189 (2022)                        | 12                 |
| Mers-sur-Indre                | 36120      | Mersiens            | 25,45            | 664 (2022)                        | 26                 |
| Montipouret                   | 36129      | Porretimonastériens | 27,89            | 611 (2022)                        | 22                 |
| Mouhers                       | 36133      |                     | 17,89            | 205 (2022)                        | 11                 |
| Tranzault                     | 36226      | Tranzaltiens        | 17,97            | 347 (2022)                        | 19                 |

### Démographie
| 1968  | 1975  | 1982  | 1990  | 1999  | 2009  | 2014  | 2020  |
| ----- | ----- | ----- | ----- | ----- | ----- | ----- | ----- |
| 7 055 | 6 502 | 6 182 | 5 935 | 5 825 | 6 001 | 6 101 | 5 979 |

## Administration

### Siège
Le siège de la communauté de communes est à Neuvy-Saint-Sépulchre, 20 rue Émile Fonchon,.

### Les élus
La communauté de communes est gérée par un conseil communautaire composé de 19 membres représentant chacune des communes membres et élus pour une durée de six ans.
Ils sont répartis comme suit :
| Nombre de délégués | Communes                                                                                            |
| ------------------ | --------------------------------------------------------------------------------------------------- |
| 1                  | Buxières-d'Aillac, Fougerolles, Gournay, Lys-Saint-Georges, Maillet, Malicornay, Mouhers, Tranzault |
| 2                  | Mers-sur-Indre, Montipouret                                                                         |
| 3                  | Cluis                                                                                               |
| 4                  | Neuvy-Saint-Sépulchre                                                                               |

### Présidence
Le conseil communautaire du 17 avril 2014 a élu son président, Christian Robert qui succède à Guy Gautron et désigné ses quatre vice-présidents qui sont : 
1. Marie-Annick Beaufrère (adjointe au maire de Neuvy), déléguée à la Petite enfance, jeunesse, collège ;
2. Hubert de Boisgrollier (maire de Cluis), délégué à l’Environnement et aux ordures ménagères ;
3. Arnaud Denormandie (adjoint de Fougerolles), délégué aux Finances, développement économique, urbanisme ;
4. Barbara Nicolas (maire de Mouhers), déléguée au Tourisme, communication et social.

| Période          | Période         | Identité         | Étiquette | Qualité                        |
| ---------------- | --------------- | ---------------- | --------- | ------------------------------ |
| 17 juillet 2020  | En cours        | Christian Robert | DVD       | Maire de Mers-sur-Indre        |
| 26 décembre 2008 | 17 juillet 2020 | Guy Gautron      | UDI       | Maire de Neuvy-Saint-Sépulchre |

### Compétences
L'intercommunalité exerce les compétences qui lui ont été transférées par les communes membres, dans les conditions fixées par le code général des collectivités territoriales, comme :
- l'hydraulique ;
- les autres énergies ;
- la collecte des déchets des ménages et déchets assimilés ;
- le traitement des déchets des ménages et déchets assimilés ;
- le CIAS ;
- la construction, aménagement, entretien, gestion d'équipements ou d'établissements sportifs ;
- les établissements scolaires ;
- les actions de soutien à l'enseignement supérieur ;
- le schéma de secteur ;
- les plans locaux d’urbanisme ;
- la création et réalisation de zone d’aménagement concertée (ZAC) ;
- la constitution de réserves foncières ;
- l'organisation des transports urbains ;
- l'organisation des transports non urbains ;
- l'amélioration du parc immobilier bâti d'intérêt communautaire ;
- la réalisation d'aire d'accueil ou de terrains de passage des gens du voyage ;
- les archives.

### Régime fiscal et budget
La communauté de communes est un établissement public de coopération intercommunale (EPCI) à fiscalité propre. Elle est sous le régime de la fiscalité additionnelle aux impôts locaux perçus par les communes, sans fiscalité professionnelle de zone (FPZ) et sans fiscalité professionnelle sur les éoliennes (FPE).
L'établissement perçoit la redevance d'enlèvement des ordures ménagères (REOM). En revanche elle ne perçoit pas la dotation globale de fonctionnement (DGF), la dotation de solidarité communautaire  (DSC) et la taxe d'enlèvement des ordures ménagères (TEOM).
|                        | 2015        | 2016        | 2017        | 2018        |
| Budgets fonctionnement | 2 044 824 € | 1 819 745 € | 1 068 889 € | 1 103 701 € |
| Budgets investissement | 1 055 499 € | 599 462 €   | 713 252 €   | 970 735 €   |
| Budgets total          | 3 100 323 € | 2 419 207 € | 1 782 141 € | 2 074 736 € |

### Identité visuelle
Logos successifs de la communauté de communes.

Le logo depuis 2008.